# Bouchevilliers
Bouchevilliers é uma comuna francesa na região administrativa da Normandia, no departamento de Eure. Estende-se por uma área de 4,5 km². Em 2010 a comuna tinha 84 habitantes (densidade: 18,7 hab./km²).